# Eikens kommun
Eikens kommun (norska: Eiken kommune) var en kommun i Vest-Agder fylke i södra Norge. Kommunen omfattade den norra delen av nuvarande Hægebostads kommun (Eikens socken). Byn Eiken utgjorde kommunens centralort.

## Administrativ historik
Eikens kommun upprättades den 1 januari 1916 genom utbrytning ur Hægebostads kommun. Kommunen hade 932 invånare vid upprättandet.
Den 1 januari 1963 gick kommunen åter upp i Hægebostads kommun. Kommunens hade då 784 invånare.